# A BEST
A BEST es la primera compilación de grandes éxitos de la cantante japonesa Ayumi Hamasaki, lanzado originalmente el 28 de marzo del año 2001.

## Información
La promoción para la primera compilación de éxitos de Ayumi Hamasaki (tras sólo 4 años desde su debut) fue explosiva, y algunos medios especularon que Avex Trax gastó millones de yens en apariciones promocionales en televisión, revistas, comerciales, y demases. El álbum consta de 6 portadas distintas, fuera de la portada principal presente en una caja de cartón, en general para todas las copias.
Los comerciales para el álbum fueron haciéndose cada vez más explosivos, comenzando a ser transmitidos desde 5 días antes de su lanzamiento, y cada día el comercial iba cambiando, mientras que el esperado día llegaba. Los comerciales están registrados dentro de las compilaciones de Hamasaki A clips vol. 2, así como en la compilación de tres DVD con casi todo el material visual de la artista COMPLETE CLIP BOX.
Las tres primeras canciones, imágenes del comienzo de su carrera, fueron regrabadas por la artista. La voz comparada con las versiones originales es muy distinta, principalmente en que el tono de voz de Ayumi se hizo más grueso con el tiempo. Otras canciones también fueron arregladas en sus melodías, pero los registros de voz son los mismos de las versiones originales, sin embargo estas versiones re-arregladas no están marcadas como tales en el álbum (las canciones son "Boys & Girls" y "SEASONS").

## Controversia
Ayumi pensaba retirarse del mundo de la música si el lanzamiento de este álbum se convertía en un fracaso, aparte de que no quería lanzar esta compilación ya que consideraba que recién estaba comenzando su carrera, y el lanzamiento de un CD de Grandes éxitos era para artistas ya consolidados. He aquí la razón de porque se ve a Ayumi Hamasaki llorando en la portada del álbum, y por qué también el símbolo principal es una lágrima. Pero después del masivo éxito del álbum, que logró vender más de 4 millones de copias (hasta el momento el álbum con mejores ventas de la cantante) se decidió por seguir con su carrera, así como que también asumió que era uno de los soportes principales de su sello.
El álbum fue arreglado para ser lanzado el mismo día que el segundo álbum de estudio de su conocida rival de Ayumi, Hikaru Utada, lo que causó gran expectación de acuerdo a quién sería la ganadora del primer lugar. El álbum finalmente quedó en segundo lugar tras la competición con Utada dentro de la primera semana en los rankings semanales, y en la siguiente semana Hamasaki se adueñó del primer lugar.

## Lista de canciones
Todas las letras escritas por Ayumi Hamasaki.

| N.º | Título                            | Música                  | Arreglistas(s)                    | Duración |  |
| 1.  | «A Song for ××» (New Vocal & Mix) | Yasuhiko Hoshino        | Akimitsu Honma                    |          |  |
| 2.  | «Trust» (New Vocal & Mix)         | Takashi Kimura          | Akimitsu Honma, Takashi Kimura    |          |  |
| 3.  | «Depend on you» (New Vocal & Mix) | Kazuhito Kikuchi        | Akamitsu Honma, Takashi Morio     |          |  |
| 4.  | «LOVE ~Destiny~»                  | Tsunku                  | Shingo Kobayashi, Yasuaki Maejima |          |  |
| 5.  | «TO BE»                           | D.A.I                   | Naoto Suzuki, D.A.I               |          |  |
| 6.  | «Boys & Girls»                    | D.A.I                   | Naoto Suzuki, D.A.I               |          |  |
| 7.  | «Trauma»                          | D.A.I                   | Naoto Suzuki, D.A.I               |          |  |
| 8.  | «End roll»                        | D.A.I                   | Naoto Suzuki, D.A.I               |          |  |
| 9.  | «appears»                         | Kazuhito Kikuchi        | HΛL                               |          |  |
| 10. | «Fly high»                        | D.A.I                   | HΛL                               |          |  |
| 11. | «vogue»                           | Kazuhito Kikuchi        | Naoto Suzuki, Kazuhito Kikuchi    |          |  |
| 12. | «Far away»                        | Kazuhito Kikuchi, D.A.I | HΛL                               |          |  |
| 13. | «SEASONS»                         | D.A.I                   | Naoto Suzuki                      |          |  |
| 14. | «SURREAL»                         | Kazuhito Kikuchi        | HΛL                               |          |  |
| 15. | «M»                               |                         | CREA                              | HΛL      |  |
| 16. | «Who...»                          | Kazuhito Kikuchi        | Naoto Suzuki                      |          |  |

- Datos: Q300328